# 今伊勢站
今伊勢站（日语：／ Imaise eki */?）是一個位於日本愛知縣一宮市今伊勢町宮後壹丁野，屬於名古屋鐵道（名鐵）名古屋本線的鐵路車站。車站編號為NH51。

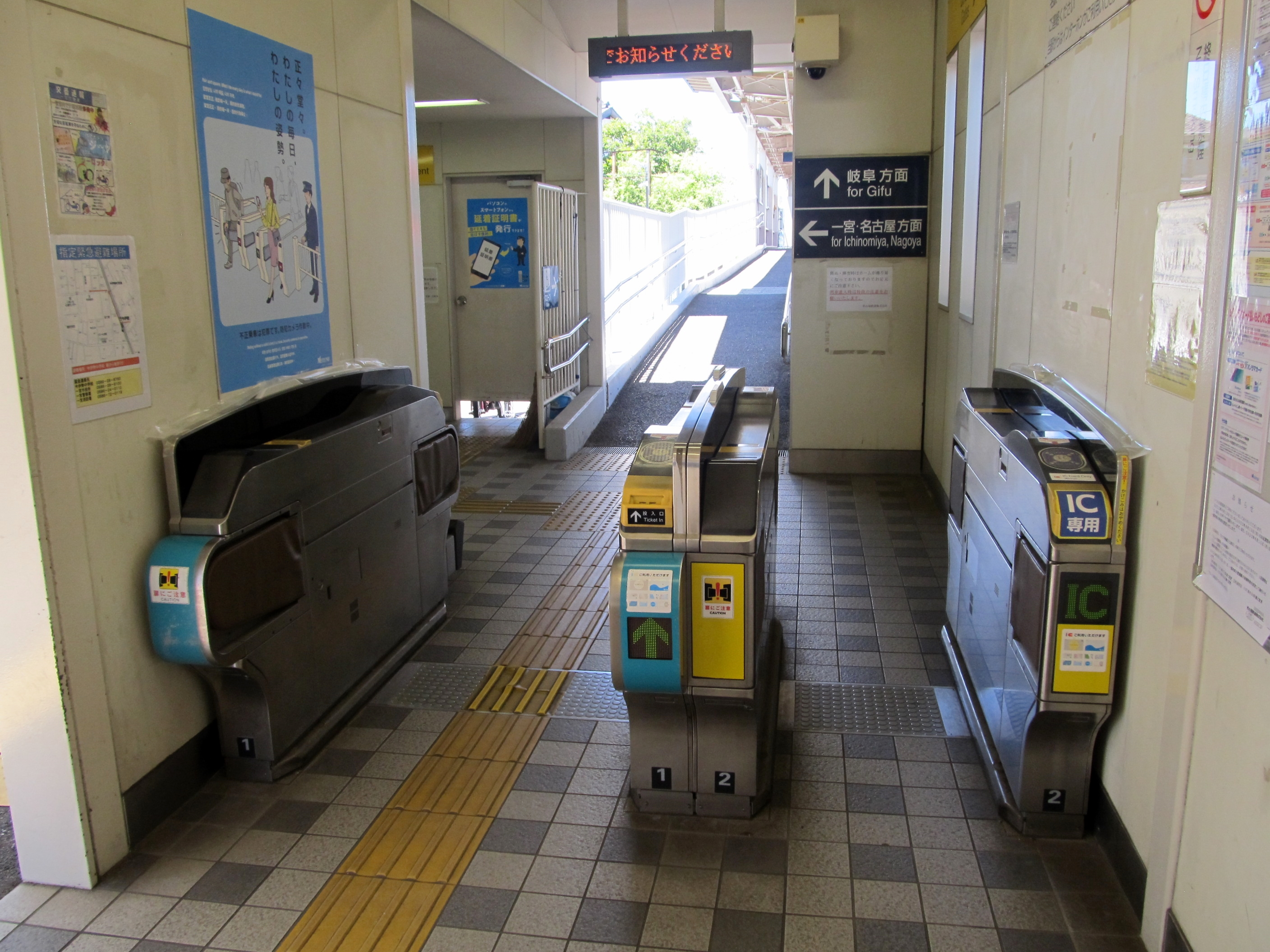
檢票口（2022年7月）

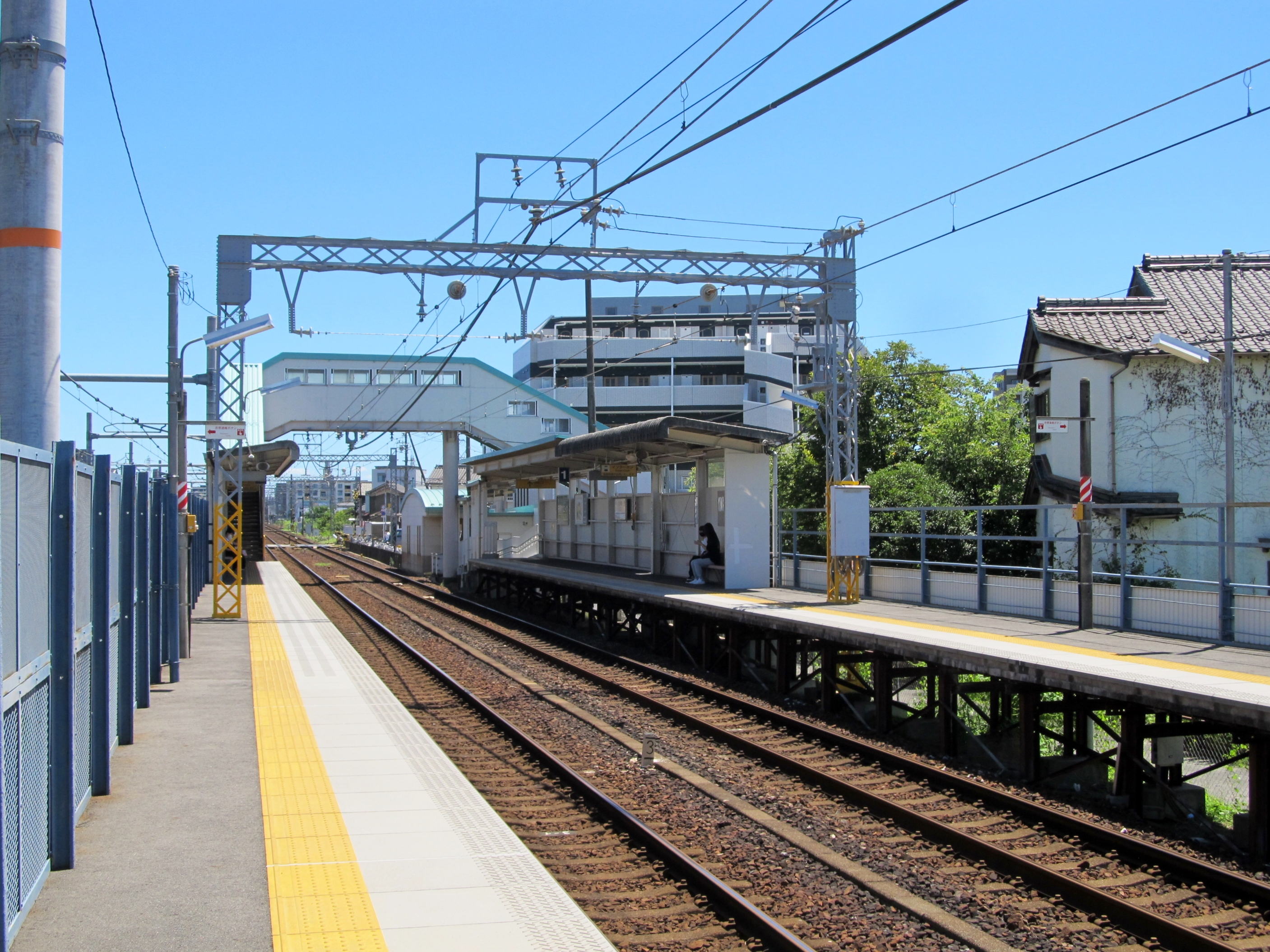
月台（2022年7月）

## 車站構造
對向式月台2面2線的高架車站。
| 月台 | 路線       | 方向 | 目的地                 |
| ---- | ---------- | ---- | ---------------------- |
| 1    | 名古屋本線 | 下行 | 名鐵一宮、名鐵岐阜方向 |
| 2    | 名古屋本線 | 上行 | 名鐵名古屋、金山方向   |

### 配線圖
| ← 一宮、名古屋方向 | 今伊勢站 構內配線略圖 | → 岐阜方向 |
| 图例 参考文献：    |                       |            |

## 相鄰車站
名古屋鐵道
 名古屋本線
□μ-SKY、□快速特急、□快速特急、■特急、□快速急行（特別停車）、■急行、■準急
通過
■普通
名鐵一宮（NH50）－今伊勢（NH51）－石刀（NH52）

## 外部連結
- 今伊勢 - 名古屋鐵道